# Bullet in a Bible
Bullet in a Bible är en live-DVD och live-CD och med Green Day. Den släpptes 15 november 2005. Liveupptagningen regisserades av Samuel Bayer, som även regisserat alla musikvideor från American Idiot, och innehåller material från två spelningar på Milton Keynes National Bowl i Storbritannien 18 och 19 juni 2005, framför sammanlagt 130 000 åskådare.
Titeln Bullet in a Bible kommer från bandets besök på Imperial War Museum samma sommar. På museet fanns en bibel halvt genomborrad av en kula, vilket räddat ägarens liv. 
Några låtar klipptes bort av producenten Samuel Bayer till exempel Jaded, Maria och Homecoming. Detta ser man på setlisten som visas i några sekunder.

## Låtlista
1. American Idiot - 4:32
2. Jesus of Suburbia - 9:23
3. Holiday - 4:12
4. Are We the Waiting - 2:49
5. St. Jimmy - 2:55
6. Longview - 4:44
7. Hitchin' a Ride - 4:03
8. Brain Stew - 3:02
9. Basket Case - 2:58
10. King for a Day / Shout - 8:47
11. Wake Me Up When September Ends - 5:03
12. Minority - 4:19
13. Boulevard of Broken Dreams - 4:44
14. Good Riddance (Time of Your Life) - 3:26